# Балашова, Таня
Та́ня Балашо́ва (фр. Tania Balachova или Tanja Balachowa, полное имя: Татьяна Павловна Балашова, фр. Tatiana Balachoff; 25 февраля 1902, Санкт-Петербург — 4 августа 1973, Ла-Ферте-Масе, Орн, Франция) — французская актриса, режиссёр, театральный педагог русского происхождения, воспитательница звёздной плеяды французских актёров.

## Биография
Дочь журналиста Павла Балашова и Анны Кацнельсон. В 1910 году была вывезена родителями в Бельгию. Окончила Брюссельскую консерваторию. Дебютировала в бельгийском театре. В 1920-е перебралась в Париж.
Уже будучи известной театральной актрисой, принимала активное участие в экспериментальной деятельности Антонена Арто, — вместе с будущим мужем Реймоном Руло играла в спектаклях «Театра Альфреда Жарри» (1927—1928).
Во время Оккупации сыграла роль Инэс в первой постановке пьесы Жан-Поля Сартра «За закрытыми дверями» (1944), — впоследствии неоднократно обращалась к этому произведению в качестве режиссёра.
После войны вместе с Шарлем Дюлленом активно занималась педагогической деятельностью.
В 1954 году поставила «Служанок» Жана Жене (вторая постановка пьесы во Франции).
Вместе с мужем, бельгийским актёром и режиссёром Реймоном Руло, создала Школу драматического искусства, ставшую крайне популярной и значимой для театрального образования Франции.
Среди воспитанников Балашовой — Роже Анен, Жозиан Баласко, Антуан Витез, Мишель Лонсдаль, Стефан Одран, Робер Оссейн, Дельфин Сейриг, Лоран Терзиефф, Жан-Луи Трентиньян, Бернар Фрессон, Даниель Эмильфорк, Кристин Деларош и многие другие выдающиеся деятели театра и кино.

## Театральные работы

### Актриса
- 1928, 2 июня: Агнес — «Сновидения, или Игра снов», по пьесе А.Стриндберга, реж. А. Арто, — Театр Альфреда Жарри
- 1930, 24 января: Фердинанда Жадо — «Пачули, или Превратности любви» / «Patchouli ou Les Désordres de l’amour», по пьесе А. Салакру, реж. Шарль Дюллен, — Театр «Ателье»[фр.][4]
- 1931, 1 января: «Дружба» / «Amitié», по пьесе Мишеля Мурге (фр. Michel Mourguet), реж. Раймон Руло, — Театр Марэ, Брюссель[5]
- 1933, 31 марта: Руфь — «Мир шире» / «L’envers vaut l’endroit», по пьесе Эме Деклек (фр. Aimé Declercq), — Театр Марэ (Брюссель)[6]
- 1934, 8 марта: Элен — «Расы» / «Les Races», по пьесе Фердинанда Брукнера, реж. Раймон Руло, — Театр «Эвр»[фр.][7]
- 1935: «Болезни молодости» / «Le Mal de la jeunesse», по пьесе Фердинанда Брукнера, реж. Раймон Руло и Эме Деклек (фр. Aimé Declercq), — Театр «Эвр»[фр.], Театр Маре (Брюссель)[8]
- 1935: Андромаха — «Троянской войны не будет» / «La guerre de Troie n’aura pas lieu», по пьесе Жана Жироду, реж. Луи Жуве, — Театр «Атеней»[фр.][9]
- 1936, апрель: «Невинные» / «Les Innocentes», по пьесе Лилиан Хеллман «Детский час» / «The Children’s Hour», реж. Марсель Жениа[фр.], — «Театр дез Ар»[10]
- ?1936: «Тайя» / «Taïa», пьеса Анри Боша[нем.], по роману Альбера т’Стерстевенса (фр. Albert t'Sterstevens), реж. Александр Михалеско[фр.], — «Театр дез Ар»[11]
- 1937: Андромаха — «Троянской войны не будет», — Театр «Атеней»[фр.][9]
- 1938: «Опасный поворот» / «Virage dangereux», по пьесе Д. Б. Пристли, реж. Раймон Руло, — Театр Пигаль[фр.]
- 1942, 1 июля: Иокаста — «Бог невинен» / «Dieu est innocent», по трагедии Люсьена Фабра, муз. Оливье Мессиана, реж. Марсель Эрран, — Театр Матюрэн[фр.][12]
- 1944: «Обман» / «Forfaiture», инсценировка Сэссю Хаякавы, реж. Дюар-сын (фр. Duard fils), — Театр «Амбигю»[фр.]
- 1944, 27 мая: Инес — «За закрытыми дверями» / «Huis clos», по пьесе Ж.-П. Сартра, реж. Раймон Руло, — Театр Вьё Коломбье[13]
- 1945: Миссис Дэнверс — «Ребекка» / «Rebecca», по роману Дафны Дюморье, реж. Жан Валь[фр.], — Театр дё Пари[фр.][14]
- 1946: Инэс — «За закрытыми дверями» / «Huis clos», по пьесе Ж.-П. Сартра, реж. Мишель Витольд[фр.], — Театр «Потиньер»[фр.]
- 1947: «Незначительная смерть» / «Une mort sans importance», по пьесе Ивана Ноэ[фр.] и А. Лину (фр. A. Linou), реж. Иван Ноэ, — Театр «Потиньер»[фр.]
- 1948, 27 мая: Федора — «Сумасбродная Федора» / «L’Extravagante Théodora», по комедии Жана дё Летраза[фр.], реж. Ж.дё Летраз, — Театр Капуцинок[фр.][15]
- 1948, 17 ноября: Моника — «Горести и радости» / «Joyeux Chagrins», по пьесе[англ.] Ноэла Кауарда, реж. Луи Дюкрё, — Театр Эдуарда VII[фр.][16]
- 1950: «Река» / «Le Fleuve», по пьесе Шарля Кордье (фр. Charles Cordier), реж. Жозе Сканкель (фр. José Squinquel), — Театр Верлена[фр.]
- 1952, 23 мая: мадам дё Круасси — «Диалоги кармелиток» / «Dialogues des carmélites», по роману Жоржа Бернаноса, реж. Марсель Тассенкур[фр.], — Театр Эберто[17]
- 1953: Донна Анна Луна — «Жизнь, которую я тебе даю» / «La Vie que je t’ai donnée», по пьесе[итал.] Луиджи Пиранделло, реж. Клод Режи, — Театр «Ателье»[фр.], Театр «Ноктамбюль»[фр.], Театр Матюрэн[фр.][18]
- 1954, 13 января: Соланж — «Служанки» / «Les Bonnes», по пьесе Жана Жене, реж. Т. Балашова, — Театр Юшетт[фр.][19]
- 1954, 13 января: Мурашкина — «Утро литератора» / «La Matinée d’un homme de lettres», инсценировка Т. Балашовой, по рассказам А. П. Чехова («Беззащитное существо», «Драма» и др.), — Театр Юшетт[фр.][19][20]
- 1955: Анат — «Князь Египта» / «Le Prince d'Égypte», по пьесе Кристофера Фрая, реж. Марсель Тассенкур[фр.], — Театр Вьё Коломбье[21][22]
- 1956, 13 марта: Иностранка — «Мнимые любовники» / «Les Amants puérils», по пьесе Кроммелинка, — Театр «Ноктамбюль»[фр.][23]
- 1957: Бернарда — «Дом Бернарды Альбы» / «La Maison de Bernarda Alba», по пьесе Ф. Г. Лорки, реж. Морис Жакмон[фр.], — Театр «Амбигю»[фр.][24]
- 1958, 15 февраля: Тарантула — «Романсеро» / «Romancero», по пьесе Жака Деваля[фр.], реж. Жак Деваль, — Театр Елисейских Полей[25]
- 1958, октябрь: «Собор пепла» / «La Cathédrale de cendres», по пьесе Берты Домингес Д. (исп. Berta Dominguez D.), реж. Абель Ганс, — Театр «Альянс Франсез», Париж[26][27]
- 1959, 29 января: Варвара Петровна Ставрогина — «Бесы» / «Les Possédés» Альбера Камю, по роману Ф. М. Достоевского, реж. Альбер Камю, — Театр Антуана[фр.][28]
- 1961, 16 октября: Мадам Северен — «Наивные ласточки» / «Naïves hirondelles», по пьесе Ролана Дюбийяра[фр.], реж. Арлетт Рейнерг (фр. Arlette Reinerg), — Театр «Пош Монпарнас»[фр.][29]
- 1961: «Троянки» / «Les Troyennes», по трагедии[англ.] Еврипида, реж. Жан Тассо (фр. Jean Tasso), — Театр Рекамье[фр.] (Приз Жюри и приз публики на Театральных играх в Аррасе)[30]
- 1962, 21 ноября: Оттилия — «Франк V: Опера частного банка» / «Frank V, opéra d’une banque privée», по пьесе Дюрренматта, реж. Андре Барсак, Клод Режи, — Театр «Ателье»[фр.][31][32]
- 1964: Мадам Северен — «Наивные ласточки» / «Naïves hirondelles», по пьесе Ролана Дюбийяра[фр.], реж. Арлетт Рейнерг (фр. Arlette Reinerg), — Студия Елисейских Полей[33]
- 1967, 9 июля: «Хоэфоры» / «Les Choéphores», трагедия Поля Клоделя по мотивам[итал.] Эсхила, муз. Дариуса Мийо, реж. Анри Дублие[фр.], — Théâtre des Remparts, Прованс[34]
- 1967, 15 ноября: Мумия, жена Полковника — «Соната призраков» / «La Sonate des spectres», по пьесе Августа Стриндберга, реж. Жан Жиллибер[фр.], — Театр «Альянс Франсез», Париж[35]
- 1968, 20 января: Тереза — «„Леди Макбет“» / «„Lady Macbeth“», инсценировка Т. Балашовой, по мотивам произведений А. П. Чехова, реж. Т. Балашова, — Театр «Пош Монпарнас»[фр.][36], Театр Муфтар[фр.]
- 1970: «Человек, который ломал комедию» / «L’Homme qui se donnait la comedie», по пьесе[англ.] Эмлина Уильямса[англ.], реж. Роже Коджио[фр.], — Театр «Атеней»[фр.]
- 1972: «Non Stop», по пьесе М. З. Бордовича[пол.], реж. Бронислав Горович (пол. Bronislaw Horowicz), — Театр «Пош Монпарнас»[фр.][37]

### Режиссёр
- 1951, 12 сентября : «Навсикая с Маккензи» / «Nausicaa du Mackenzie», пьеса Т. Балашовой и Жоржа Ару[фр.] (фр. Georges Arest) по роману Мориса Константена-Вейе[фр.], — Студия Елисейских Полей[38]
- 1952 : «Осквернитель» / «Le Profanateur», по пьесе Тьерри Монье[фр.], — Театр Антуана[фр.]
- 1954, 13 января : «Служанки» / «Les Bonnes», по пьесе Жана Жене, — Театр Юшетт[фр.][19]
- 1954, 13 января : «Утро литератора» / «La Matinée d’un homme de lettres», инсценировка Т. Балашовой, по рассказам А. П. Чехова («Беззащитное существо», «Драма» и др.), — Театр Юшетт[фр.][19]
- 1954, 4 мая : «Страх» / «La Peur», по пьесе Жоржа Сориа[фр.] — Театр Монсо (фр. Théâtre Monceau), Париж
- 1962 : «За закрытыми дверями» / «Huis clos», по пьесе Ж.-П. Сартра, — «Трето дё Франс»[фр.]
- 1966 : «За закрытыми дверями» / «Huis clos», по пьесе Ж.-П. Сартра, — «Театр дё л'Эпэ дё Буа»[фр.]
- 1967 : «Добродетельная шлюха» / «La Putain respectueuse», по пьесе Ж.-П.Сартра, — «Театр дё л'Эпэ дё Буа»[фр.]
- 1968, 20 января : «„Леди Макбет“» / «„Lady Macbeth“», инсценировка Т. Балашовой, по мотивам произведений А. П. Чехова, — Театр «Пош Монпарнас»[фр.][36]
- 1968 — «Утро литератора» / «La Matinée d’un homme de lettres», инсценировка Т. Балашовой, по рассказам А. П. Чехова, — Театр Муфтар[фр.]
- 1969, 26 ноября : «Разговоры беженцев» / «Dialogues d’exilés[фр.]», [lib.ru/INPROZ/BREHT/breht4_1.txt по диалогам] Брехта, — Театр Матюрэн[фр.]
- 1969 : «Сюзанна Андлер» / «Suzanna Andler», по пьесе[фр.] Маргерит Дюрас, — Театр Матюрен[фр.]

## Фильмография
- 1969 — Братья Карамазовы[39] (реж. Марсель Блюваль, телевизионный фильм) — Катерина Осиповна Хохлакова
- 1972 — Высокий блондин в чёрном ботинке — Мать Луи Тулуза
- 1973 — Привет, артист![фр.] — Мадам Громофф

## Факты
- В своей писательской деятельности использовала псевдоним «Даниель Скотт» / «Daniel Scott»
- По воспоминаниям Мишеля Лонсдаля, в 1950-м, когда он записался к Балашовой на курсы, она представляла собой «русскую знатную даму, элегантную, ангельской красоты, и — в тюрбане»[40]. Этот головной убор являлся и элементом сценического имиджа актрисы, как свидетельствуют, например, фотографии образа Инэс в первой постановке «За закрытыми дверями» (1944)[41].